# Matrilokalita
Matrilokalita (z lat. mater, matka, a localis, místní) je takové uspořádání tradiční společnosti, kde se muž po svatbě stěhuje za rodinou ženy, k její matce. Patrně nejznámější příklad kmene Dobu na Nové Guineji popsala americká antropoložka Ruth Benedictová v knize Vzorce kultury z roku 1935. Podle tohoto popisu nejsou u Dobuanů manželství příliš stálá a fakt, že muži ve vesnici nejsou (v důsledku matrilokality) mezi sebou příbuzní, vede k častým konfliktům mezi nimi.